# Trypeta maculata
Trypeta maculata är en tvåvingeart som beskrevs av Han och Allen L.Norrbom 2005. Trypeta maculata ingår i släktet Trypeta och familjen borrflugor.
Artens utbredningsområde är Costa Rica. Inga underarter finns listade i Catalogue of Life.